# Radio Hill
Der Radio Hill (russisch Сопка Радио Sopka Radio) ist ein 50 m hoher Hügel an der Küste des ostantarktischen Königin-Marie-Lands. Er ragt 600 m südwestlich des Mabus Point auf.
Teilnehmer der Australasiatischen Antarktisexpedition (1911–1914) unter der Leitung des australischen Polarforschers Douglas Mawson entdeckten ihn. Sowjetische Wissenschaftler nahmen 1956 eine neuerliche Kartierung und die Benennung vor. Das Advisory Committee on Antarctic Names übertrug diese Benennung 1961 ins Englische.